# 铜陵路街道
铜陵路街道，是中华人民共和国安徽省合肥市瑶海区下辖的一个乡镇级行政单位。

## 行政区划
铜陵路街道下辖以下地区：
五里井社区、合浦北村社区、泗洲路社区、铜陵新村社区、铜南社区、花溪社区和花冲社区。